# Метростанция „Обеля“
Метростанция „Обеля“ е станция на Софийското метро, обслужвана от линия М2. Въведена е в експлоатация на 20 април 2003 г.

## Местоположение
Метростанция „Обеля“ се намира в западния край на Линия М2 между двата микрорайона на ж.к. „Обеля“. Входните вестибюли са разположени от двете страни на река „Какач“, съответно южният от страната на ж.к. „Обеля 1“, а северният от страната на ж.к. „Обеля 2“. Според оригиналния проект, станцията трябва да има 4 вход/изхода с два вестибюла. След свързването ѝ с отсечката в ж.к. Надежда източният вестибюл на станцията е реконструиран, за да позволи пътници да преминават през горното ниво на вестибюла.
| № | Име на вход/изход | Достъпност      |
| - | ----------------- | --------------- |
| 1 | ж.к. Обеля 2      | рампа, асансьор |
| 2 | ж.к. Обеля 1      | рампа           |

## Архитектура
Станцията е наземна със странични перони и стоманена покривна конструкция от структурни тръбни елементи. Част от станцията е изградена върху мост на река „Какач“. До северния вестибюл е изградена буферна автогара за крайградските и градските автобуси, която е закрита през 2012 г. и преобразувана в нерегулиран паркинг. В близост преминава и трамвайна линия със спирка до метростанцията. По този начин е осигурена връзка между три вида градски транспорт – метро, автобус и трамвай, както и с крайградските автобусни линии.
Архитектурният проект на станцията и околното пространство са дело на арх. Красен Андреев и арх. Детелин Мушев.

## Връзки с градския транспорт

### Автобусни линии
Метростанция „Обеля“ се обслужва от 5 автобусни линии от дневния градски транспорт и 1 от нощния транспорт:
- Автобусни линии от дневния транспорт: 26, 30, 31, 81, 150
- Автобусни линии от нощния транспорт: N2

### Трамвайни линии
Метростанция „Обеля“ се обслужва от 1 трамвайна линия:
- Трамвайни линии: 6